# Сер Джон Росс, 1й баронет Росс

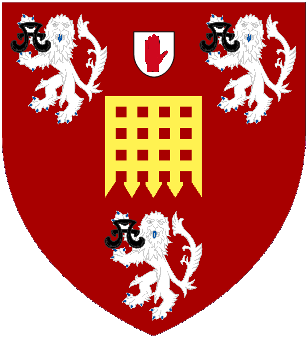
Герб баронетів Росс.

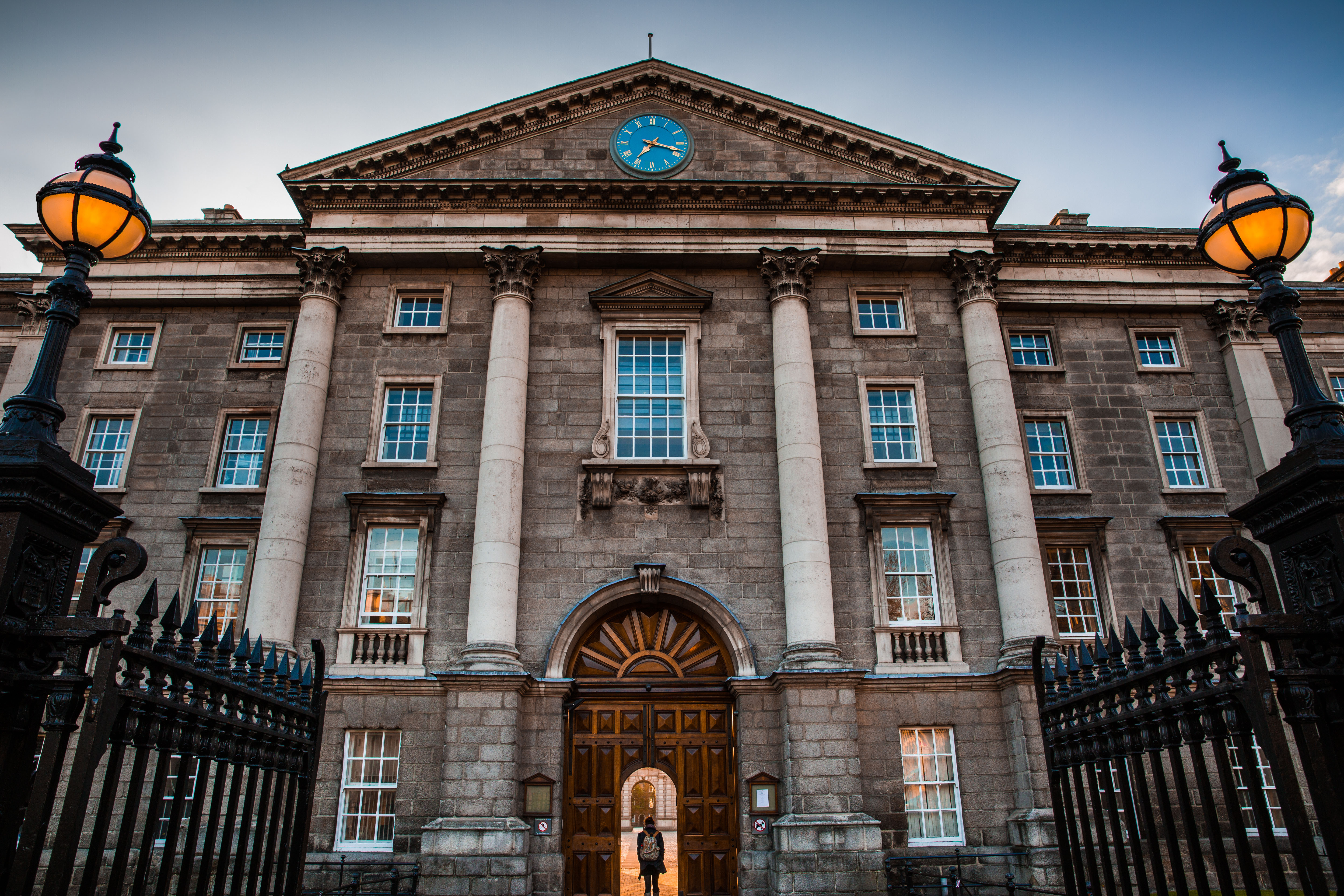
Трініті-коледж, Дублін.

Сер Джон Росс (англ. - John Ross) (1853 – 1935) – І баронет Росс, ірландський та британський політик і суддя, що був останньою особою, яка займала посаду лорд-канцлера Ірландії. Депутат парламенту Об’єднаного Королівства Великобританії та Ірландії. 

## Життєпис

### Ранні роки
Джон Росс народився в місті Деррі, графство Деррі, Ірландія, 11 грудня 1853 року. Він був старшим сином преподобного Роберта Росса Д. Д., пресвітеріанського церковного діяча та свого часу керівника пресвітеріанської церкви в Ірландії. Його мати була міс Крісті. Він отримав освіту в школі і в коледжі Фойл, Деррі, де автор пісень Персі Френч був одним із його шкільних друзів. У 1873 році він вступив до Дублінського Трініті-коледжу. Він став президентом Університетського філософського товариства в 1877 році і отримав ступінь бакалавра наук в тому ж році; у 1878 році він був аудитором Історичного товариства коледжу, де його одночасно з ним вчилися майбутній політик і суддя Едвард Карсон (пізніше лорд Карсон) і Джеймс Кемпбелл (майбутній лорд Гленаві, лорд-канцлер Ірландії). Джон Росс отримав ступінь бакалавра права у 1879 році. 

### Юрист
У 1878 році Джон Росс вступив до юридичної школи та спілки «Грейс Інн». Почав працювати адвокатом в Ірландії в 1879 році. Він отримав посаду радника королеви в 1889 році. Джон Росс належав до партії консерваторів, був обраний депутатом Палати громад парламенту Об’єднаного Королівства Великобританії та Ірландії від міста Деррі в 1892 року і володів мандатом до своєї поразки в 1895 році. У 1896 році Джон Росс отримав посаду земельного судді у канцелярському відділі Високого суду правосуддя в Ірландії. Коли його призначили, він був наймолодшим суддею у Сполученому Королівстві та першим пресвітеріанським суддею Високого суду. Моріс Гілі зазначив, що він так само ретельно уникав будь-яких натяків на релігійні упередження, як і не дозволяв власним політичним поглядам впливати на його судження. Хоча його основна освіта була у сфері загального права, він також був хорошим адвокатом у кримінальних справах.
Джон Росс був приведений до присяги як радник Таємної Ради Ірландії в 1902 році. У 1919 році він отримав титул баронета. У 1921 році після сера Джеймса Кемпбелла Росс був призначений лорд-канцлером Ірландії. Він мав бути останнім, хто володів цією посадою, яку було скасовано в грудні 1922 року після проголошення і визнання незалежності Ірландії. Росс пішов у відставку, переїхав до Лондона, але пізніше повернувся жити в Північну Ірландію, що лишилась під владою Великобританії.
Джон Росс був президентом Бригади швидкої допомоги Святого Іоанна в Ірландії, а під час Першої світової війни контролював усі дії Червоного Хреста в Ірландії. У 1914 році він був призначений лицарем Благодаті Великого Пріорату Ордену Святого Іоанна Єрусалимського. Під час війни він також був головою ірландської ради з відбору кандидатів для комісій у британській армії.

### Родина
У 1882 році Джон Росс одружився з Кетрін Мері Джеффкок (пом. 1932), що була єдиною донькою підполковника Діна Манна з Данмойла і Корві-Лоджа, графство Тірон і його дружини Мері Стобарт Джеффкок. Джон та Кетрін Росс мали одного сина, майора сера Рональда Діна Росса, депутата парламенту, і двох дочок, Ірен і Мей, молодша з яких померла раніше свого батька. Росс помер від бронхіальної пневмонії у своєму будинку, Данмойл-Лодж, Сіксмайлекросс, графство Тірон, 17 серпня 1935 року, титул баронета Росс успадкував його  син.

### Характер
Моріс Гілі, що описав більшість ірландських суддів свого часу у своїх мемуарах «Судді старого Манстера», високо хвалить Росса, згадуючи його «чудову присутність», його чудове володіння англійською мовою та його незмінну доброту, чуйне ставлення до молодих адвокатів. Як і в усіх суддів, у нього були недоліки, зокрема прихильність до кінних перегонів: він був завсідником іподрому Панчестауна, і колегія адвокатів мала неофіційну домовленість, що жодна справа не буде розглядатися в день перегонів Панчестауна. Таким чином, зауважує Гілі, він показав, що він дуже людяний, і саме людяність зробила його великим суддею.